# Форт Баттікалоа
Форт Баттікалоа (там. மட்டக்களப்புக் கோட்டை; синг. මඩකලපුව බලකොටුව) — старовинний оборонний комплекс з чотирьох бастіонів, що розташований на одному з численних островів лагуни Баттікалоа, на східному узбережжі Шрі-Ланки.

## Історія
Форт Баттікалоа був побудований у 1622-1628 роках португальцями як торговельний та адміністративний центр.
Він використовувався для торгівлі корицею, пекучим перцем та іншим товаром з іншими країнами.
У 1638 році форт був захоплений військами Голландської Ост-Індійської компанії при підтримці їх союзника — кандійського правителя Раджасингха II.
Після цього голландці домоглися від Раджасингха II дозволу на розміщення у цьому форті своїх гарнізонів і перетворили форт на опорні бази своїх збройних сил.
Форт Баттікалоа став у той час центром голландської влади на цій ділянці узбережжя Шрі-Ланки.
У 1639 році, внаслідок бойових дій, форт було повністю зруйновано. Відновлення форту здійснювали голландці. Будівництво було завершено 1665 року.
Голландці володіли фортом до приходу на Шрі-Ланку британців (Британської Ост-Індійської компанії).
У 1772 році форт був переданий британцям без жодного спротиву.
Під владою британців форт знаходився до 1948 року.

## Опис
Форт Баттікалоа — це кам'яна фортеця, що має чотирикутну форму з вежами по кутах та захищена з двох сторін лагуною Баттікалоа, а дві інші сторони захищені каналом.
На території форту розміщені старовинні гармати. На декількох з них і досі збереглися символи Голландської Ост-Індійської компанії. Цей же символ знаходиться на вході в форт.

## Сучасний стан та значення
Зараз комплекс знаходиться у досить непоганому стані, незважаючи на те, що за останні 30 років форт зазнавав руйнувань внаслідок стихійних лих та війни між армією Шрі-Ланки та воєнізованим рухом «Тигри визволення Таміл-Іламу»
На території форту знаходяться декілька нових будівель, де розміщуються деякі місцеві адміністративні підрозділи уряду Шрі-Ланки. Також для туристів тут проводяться екскурсії.
З форту можна побачити красу лагуни Баттікалоа. Також з території форту відкривається вид на два мости в Калладі.
Форт Баттікалоа також має важливе релігійне значення, тому що там знаходяться найдавніша з буддистських ступ і Чатра, що відноситься до 1-го сторіччя до н. е. епохи царства Рухуна і короля Кавантісси.